# Distretto di Hinterrhein
Il distretto di Hinterrhein (del Reno Posteriore in italiano) è stato un distretto del Canton Grigioni, in Svizzera, fino alla sua soppressione avvenuta il 31 dicembre 2015. Dal 1º gennaio 2016 nel cantone le funzioni dei distretti e quelle dei circoli, entrambi soppressi, sono stati assunti dalle nuove regioni; il territorio dell'ex distretto di Hinterrhein coincide con quello della nuova regione Viamala.
Il distretto confinava con i distretti di Surselva a nord-ovest, di Imboden a nord, di Plessur a nord-est, di Albula a est, di Maloggia a sud-est e di Moesa a sud-ovest, con l'Italia (Provincia di Sondrio in Lombardia) a sud e con il Canton Ticino (distretto di Blenio) a ovest. Il capoluogo era Thusis. Il distretto di Hinterrhein era il sesto distretto per superficie ed il settimo per popolazione del Canton Grigioni.

## Geografia antropica

### Suddivisioni amministrative

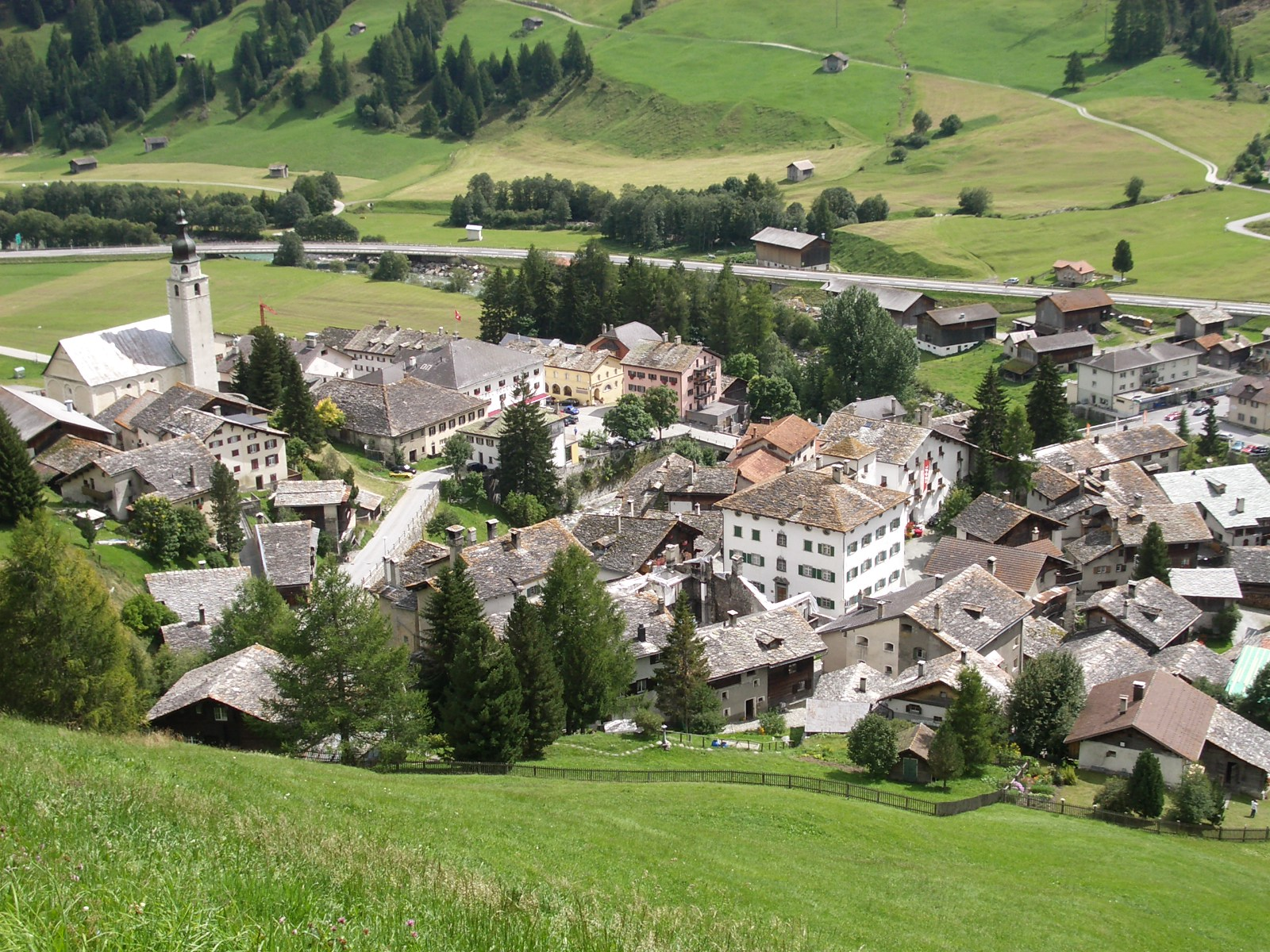
Splügen

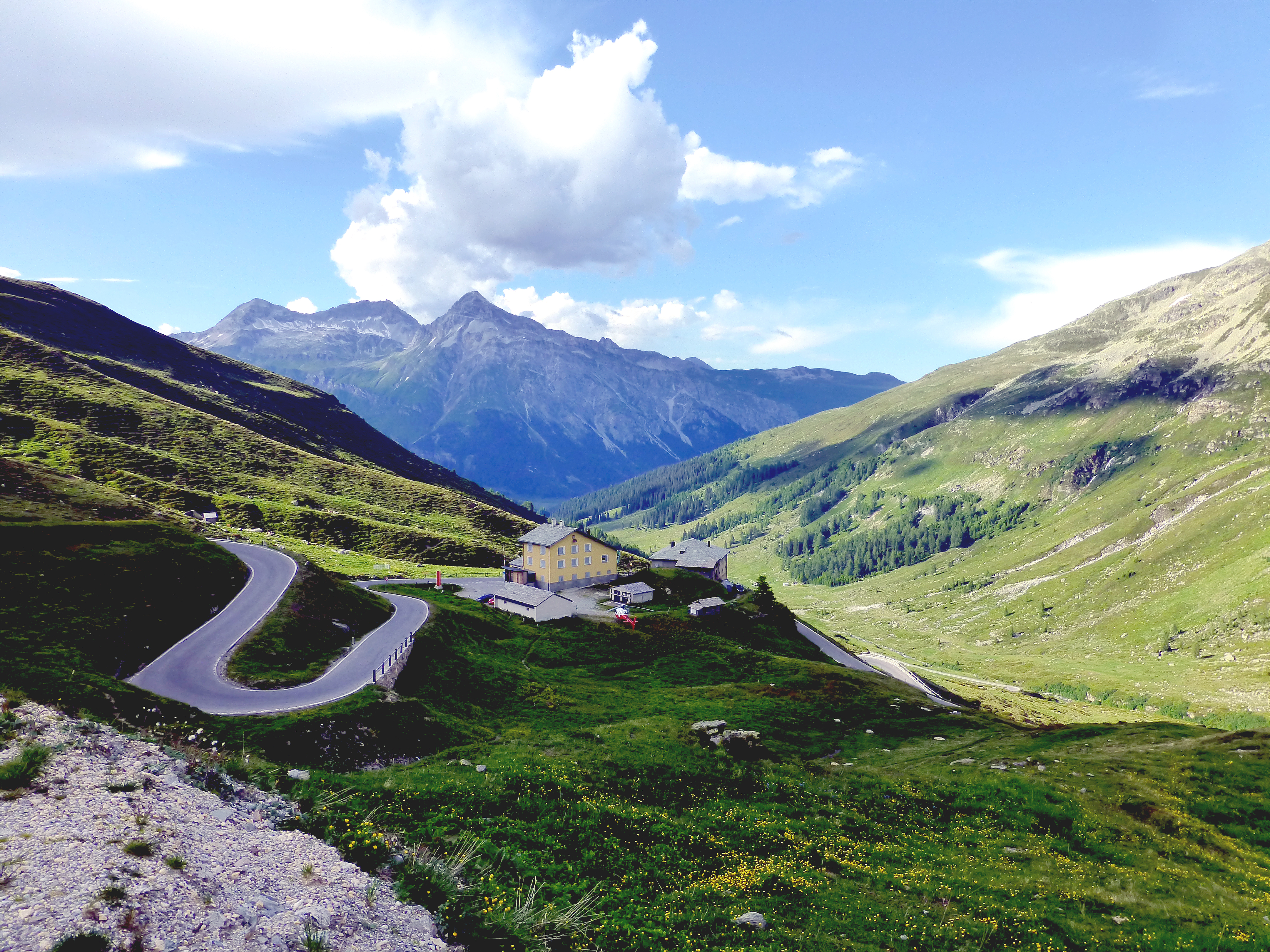
Passo dello Spluga, Splügen

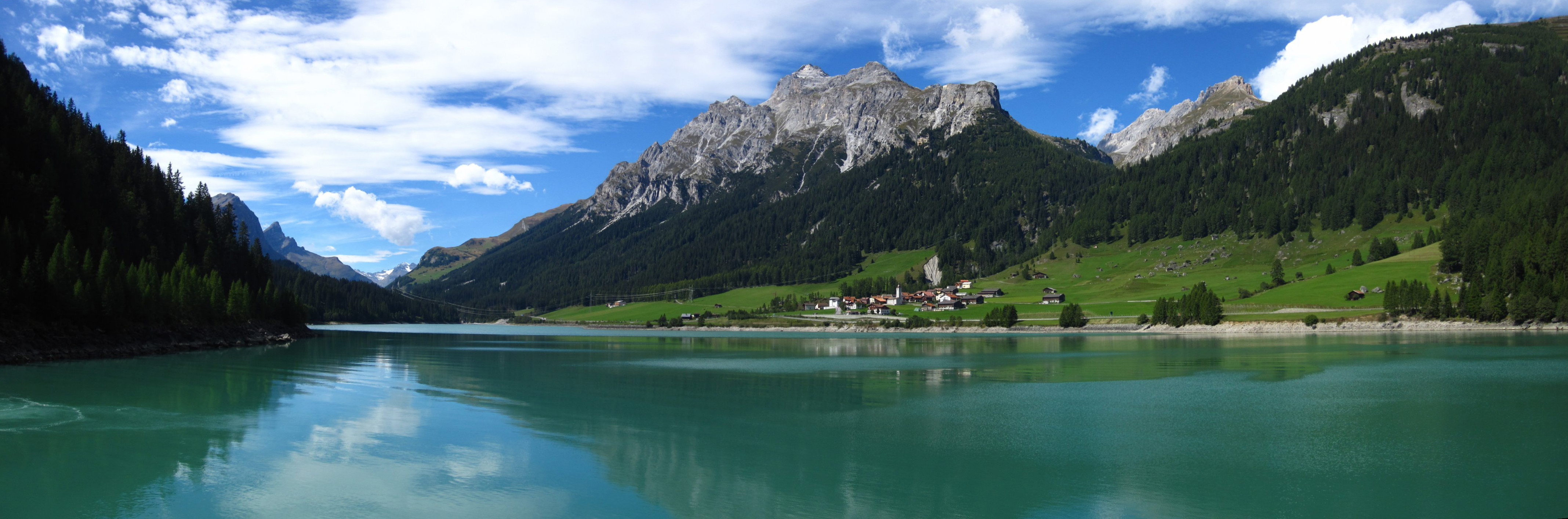
Lago Sufner, Sufers

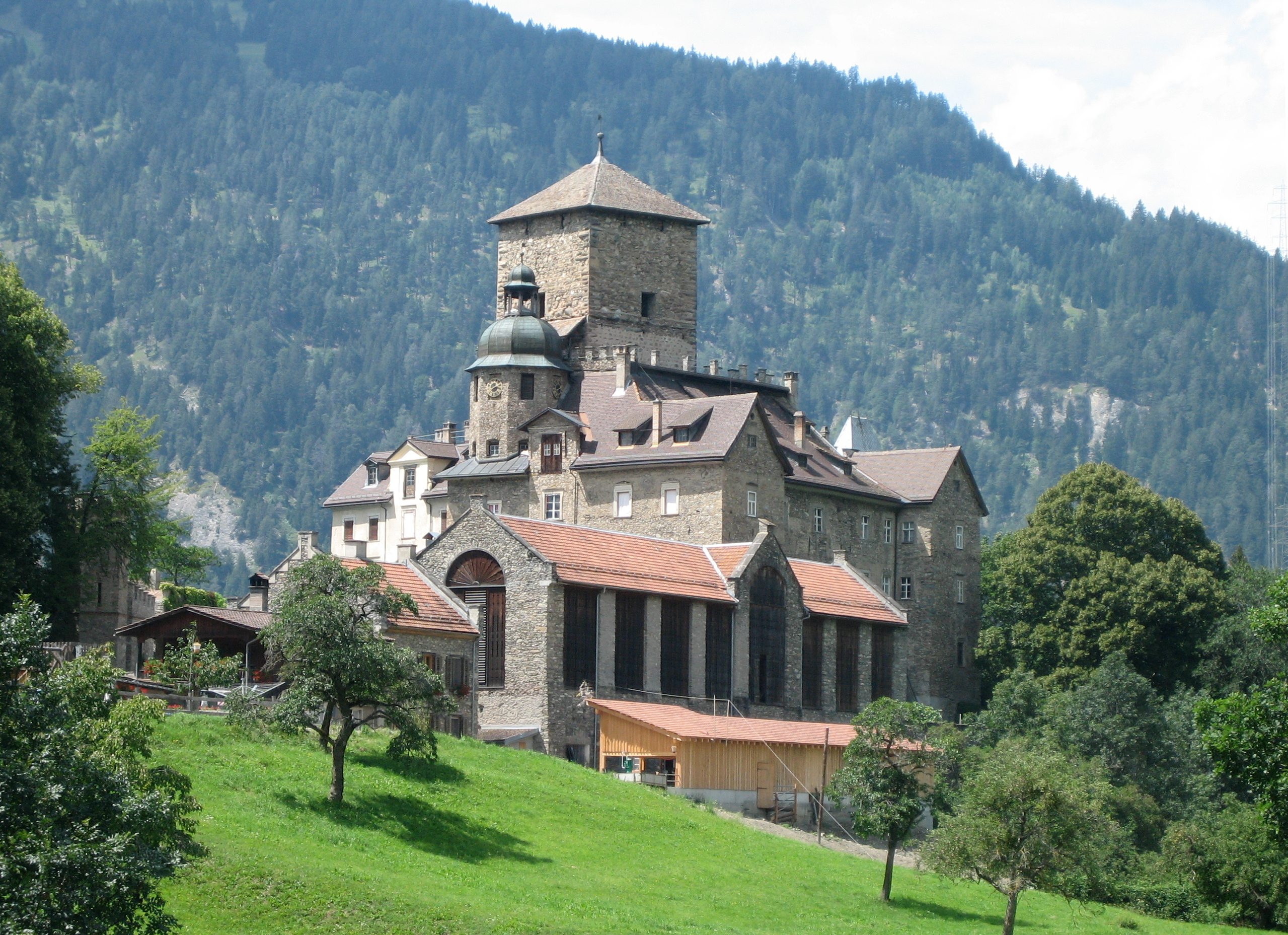
Castello di Ortenstein, Tomils

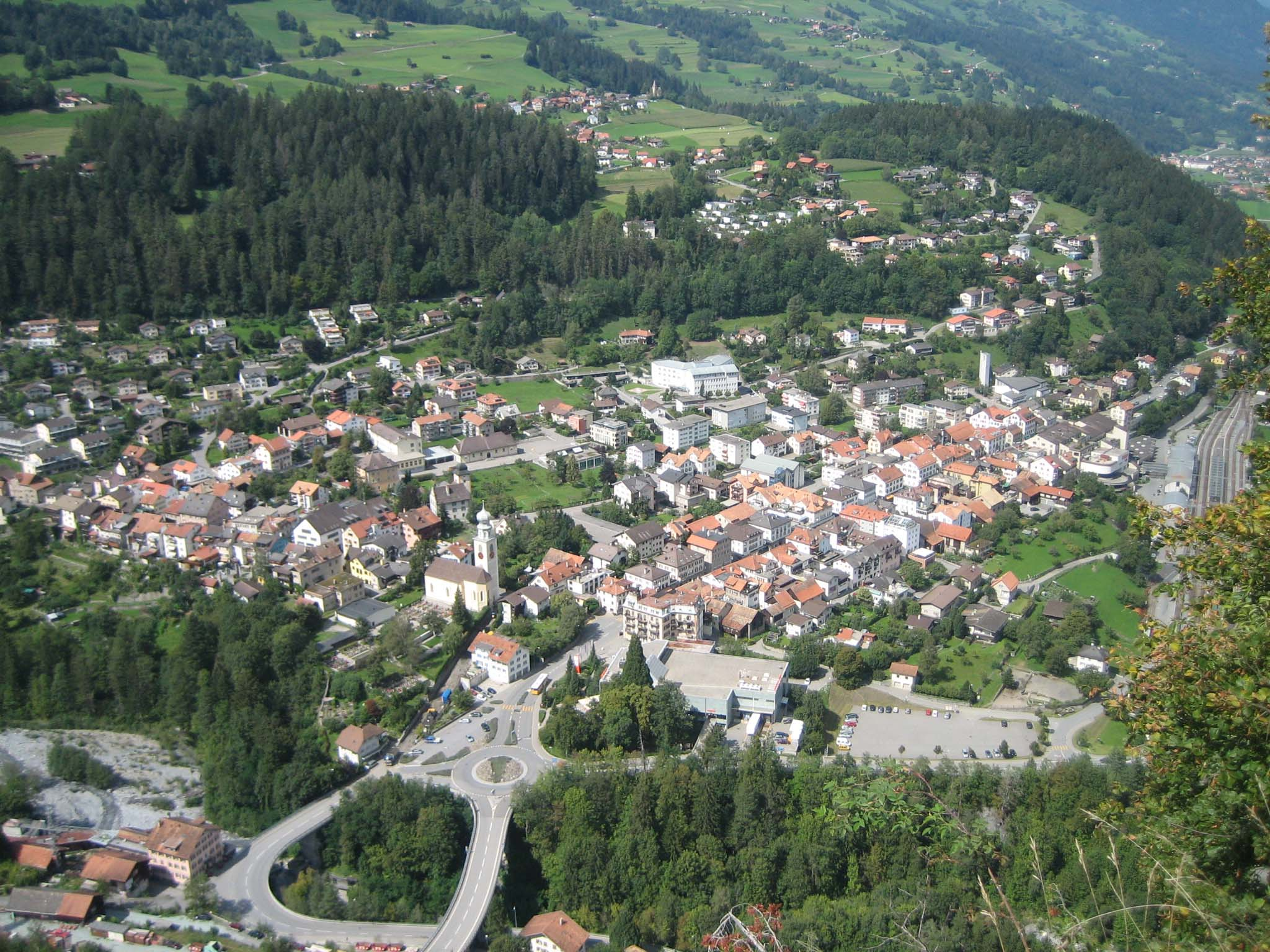
Thusis

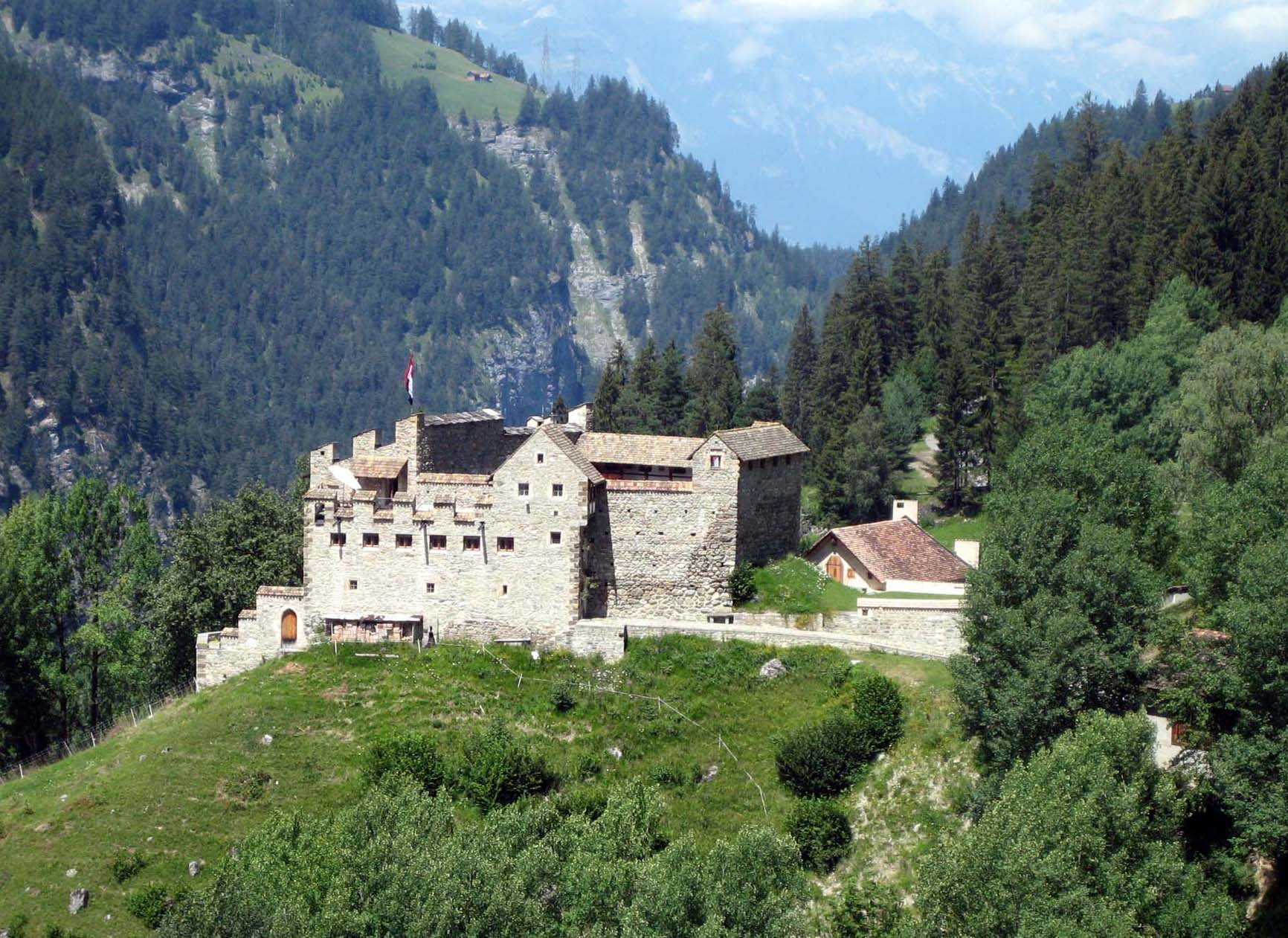
Castello di Haselstein, Zillis-Reischen

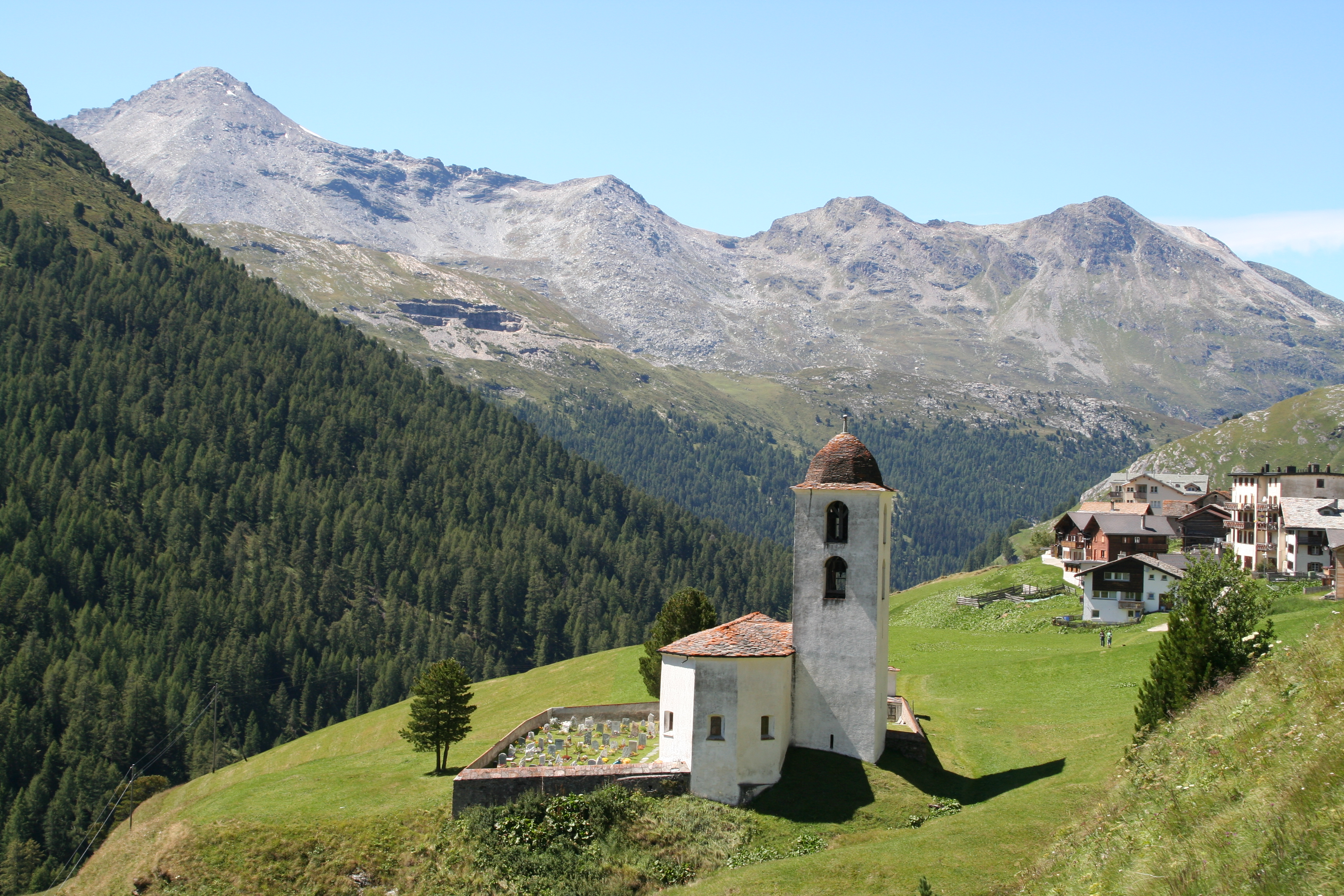
Chiesa di Avers-Cresta

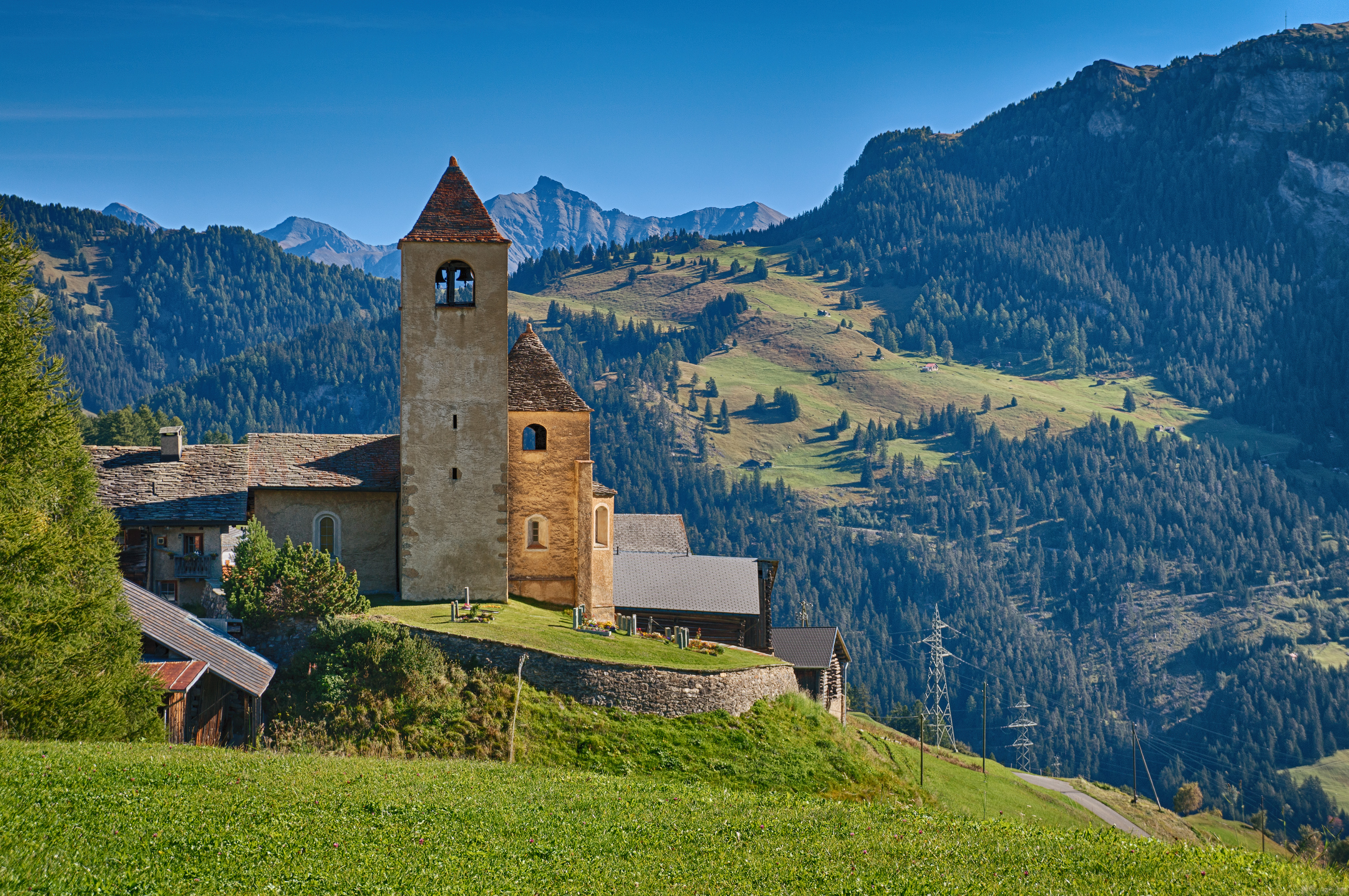
Chiesa riformata di Lohn

Il distretto di Hinterrhein era diviso in 5 circoli e 24 comuni:
| Circolo di Avers | Circolo di Avers | Circolo di Avers    | Circolo di Avers  |
| Stemma           | Nome del comune  | Abitanti 31-12-2016 | Superficie in km² |
| ---------------- | ---------------- | ------------------- | ----------------- |
| Avers            | Avers            | 168                 | 93.12             |

| Circolo di Domleschg | Circolo di Domleschg | Circolo di Domleschg | Circolo di Domleschg |
| Stemma               | Nome del comune      | Abitanti 31-12-2016  | Superficie in km²    |
| -------------------- | -------------------- | -------------------- | -------------------- |
| Domleschg            | Domleschg            | 1941                 | 283.98               |
| Fürstenau            | Fürstenau            | 345                  | 1.32                 |
| Rothenbrunnen        | Rothenbrunnen        | 304                  | 3.11                 |
| Scharans             | Scharans             | 818                  | 14.29                |
| Sils im Domleschg    | Sils im Domleschg    | 926                  | 9.28                 |

| Circolo di Rheinwald | Circolo di Rheinwald | Circolo di Rheinwald | Circolo di Rheinwald |
| Stemma               | Nome del comune      | Abitanti 31-12-2016  | Superficie in km²    |
| -------------------- | -------------------- | -------------------- | -------------------- |
| Hinterrhein          | Hinterrhein          | 68                   | 48.30                |
| Nufenen              | Nufenen              | 150                  | 28.03                |
| Splügen              | Splügen              | 377                  | 60.49                |
| Sufers               | Sufers               | 126                  | 34.62                |

| Circolo di Schams | Circolo di Schams | Circolo di Schams   | Circolo di Schams |
| Stemma            | Nome del comune   | Abitanti 31-12-2016 | Superficie in km² |
| ----------------- | ----------------- | ------------------- | ----------------- |
| Andeer            | Andeer            | 948                 | 46.30             |
| Casti-Wergenstein | Casti-Wergenstein | 52                  | 25.62             |
| Donat             | Donat             | 214                 | 4.67              |
| Ferrera           | Ferrera           | 79                  | 75.46             |
| Lohn              | Lohn              | 44                  | 8.17              |
| Mathon            | Mathon            | 51                  | 15.13             |
| Rongellen         | Rongellen         | 61                  | 2.02              |
| Zillis-Reischen   | Zillis-Reischen   | 391                 | 24.48             |

| Circolo di Thusis | Circolo di Thusis | Circolo di Thusis   | Circolo di Thusis |
| Stemma            | Nome del comune   | Abitanti 31-12-2016 | Superficie in km² |
| ----------------- | ----------------- | ------------------- | ----------------- |
| Cazis             | Cazis             | 2132                | 31.18             |
| Flerden           | Flerden           | 247                 | 6.09              |
| Masein            | Masein            | 478                 | 4.20              |
| Thusis            | Thusis            | 3111                | 6.81              |
| Tschappina        | Tschappina        | 128                 | 24.67             |
| Urmein            | Urmein            | 147                 | 4.33              |

## Variazioni amministrative

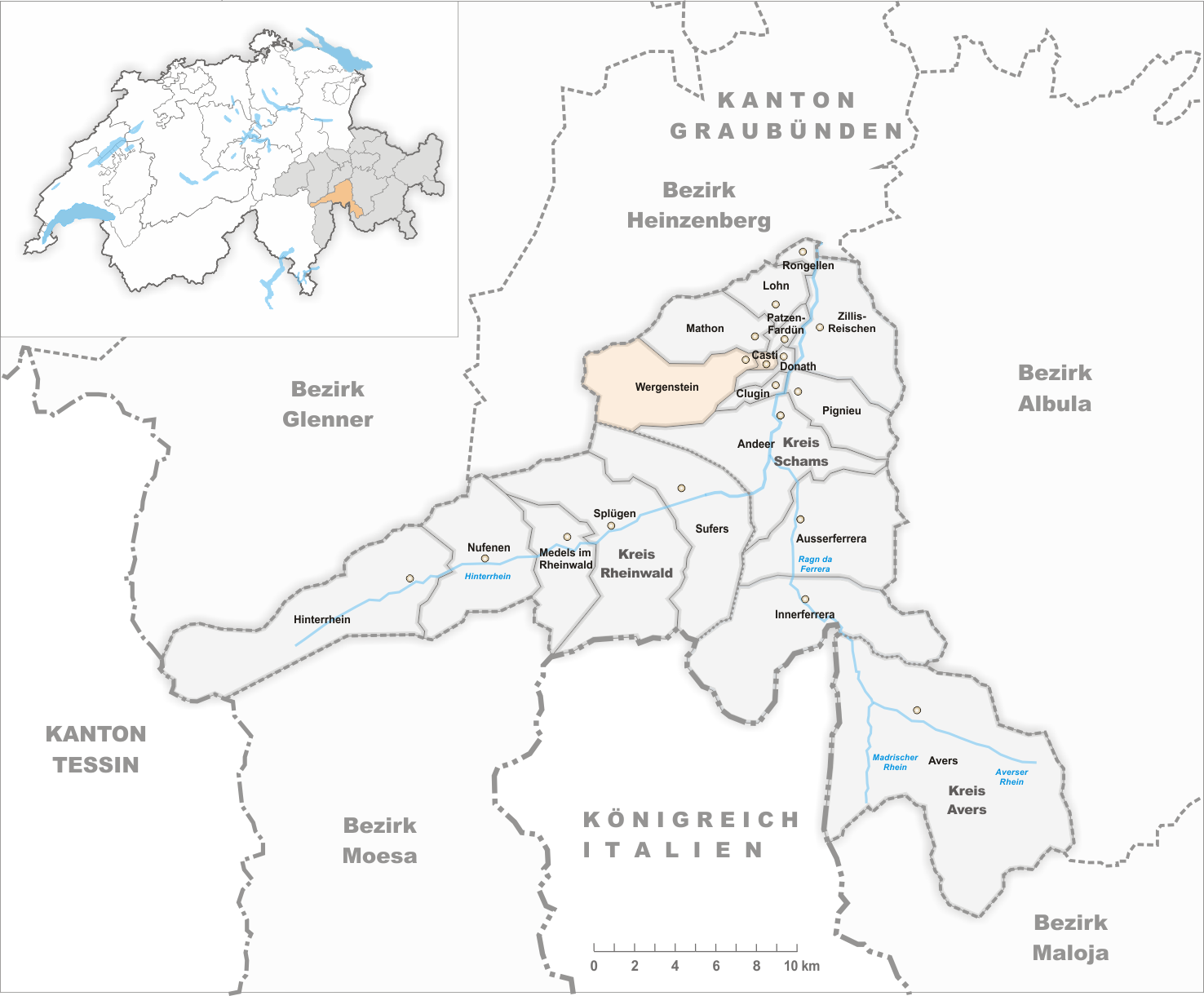
I comuni fino al 1922
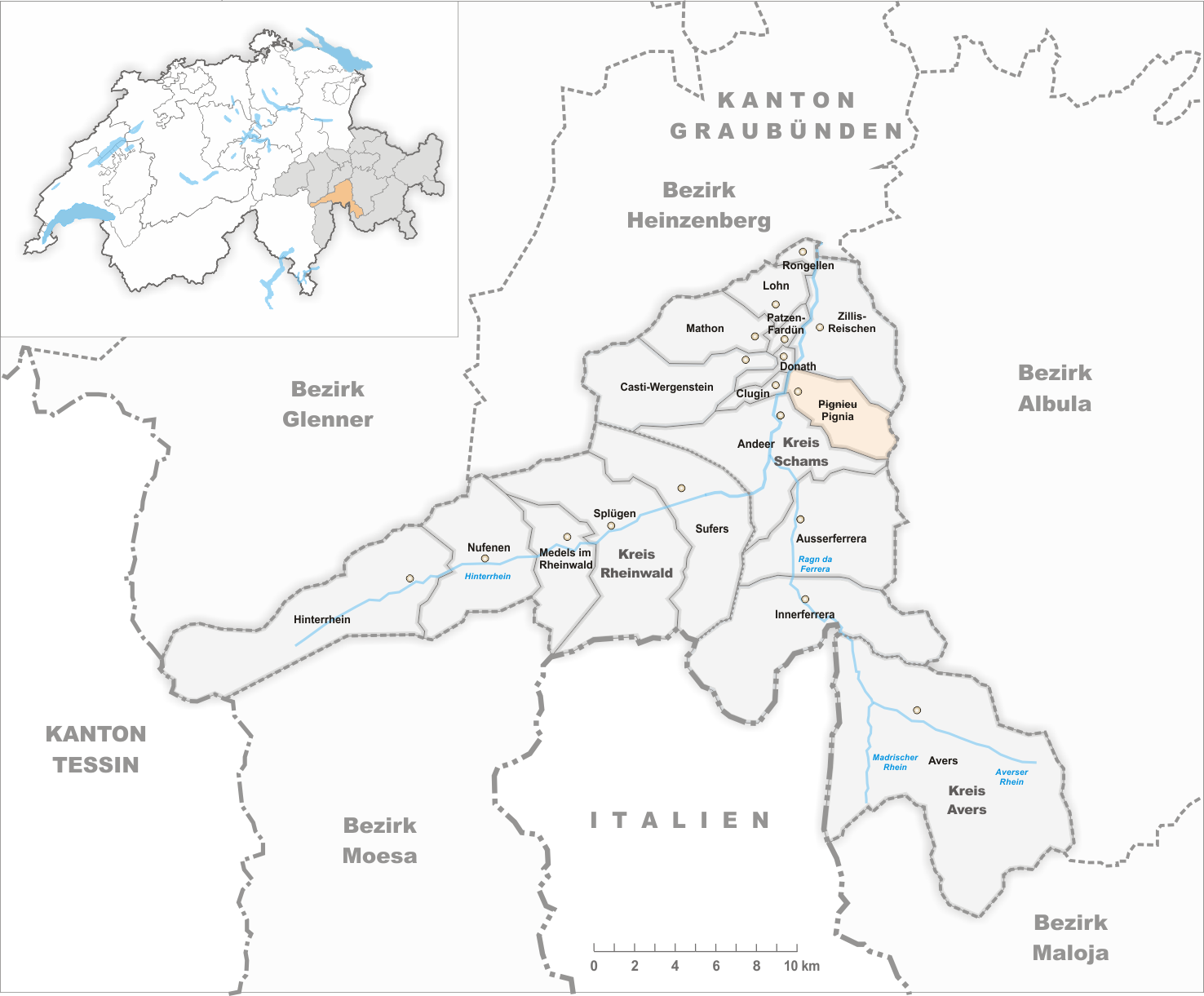
I comuni fino al 1952
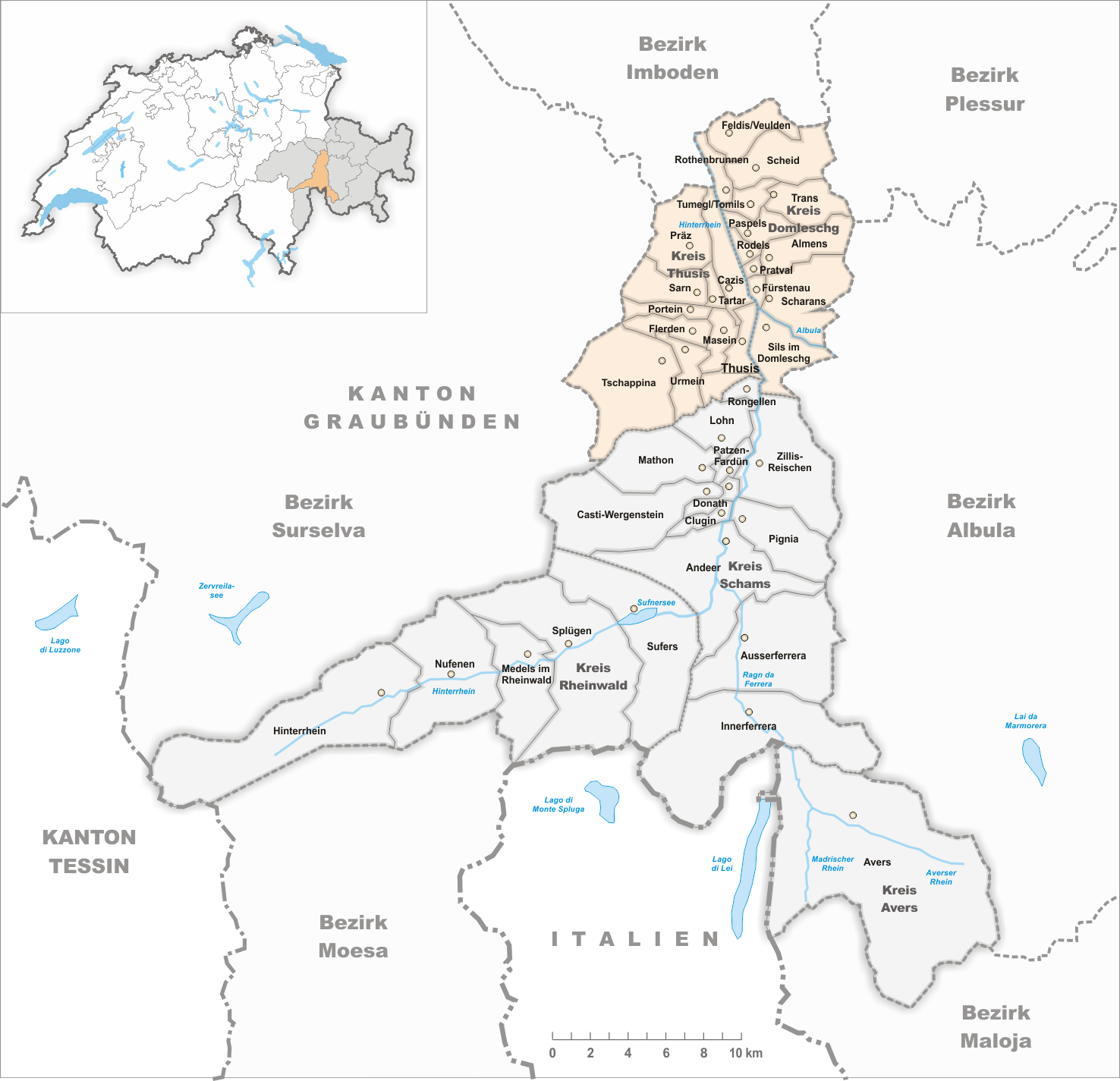
Gemeinden ab 2001
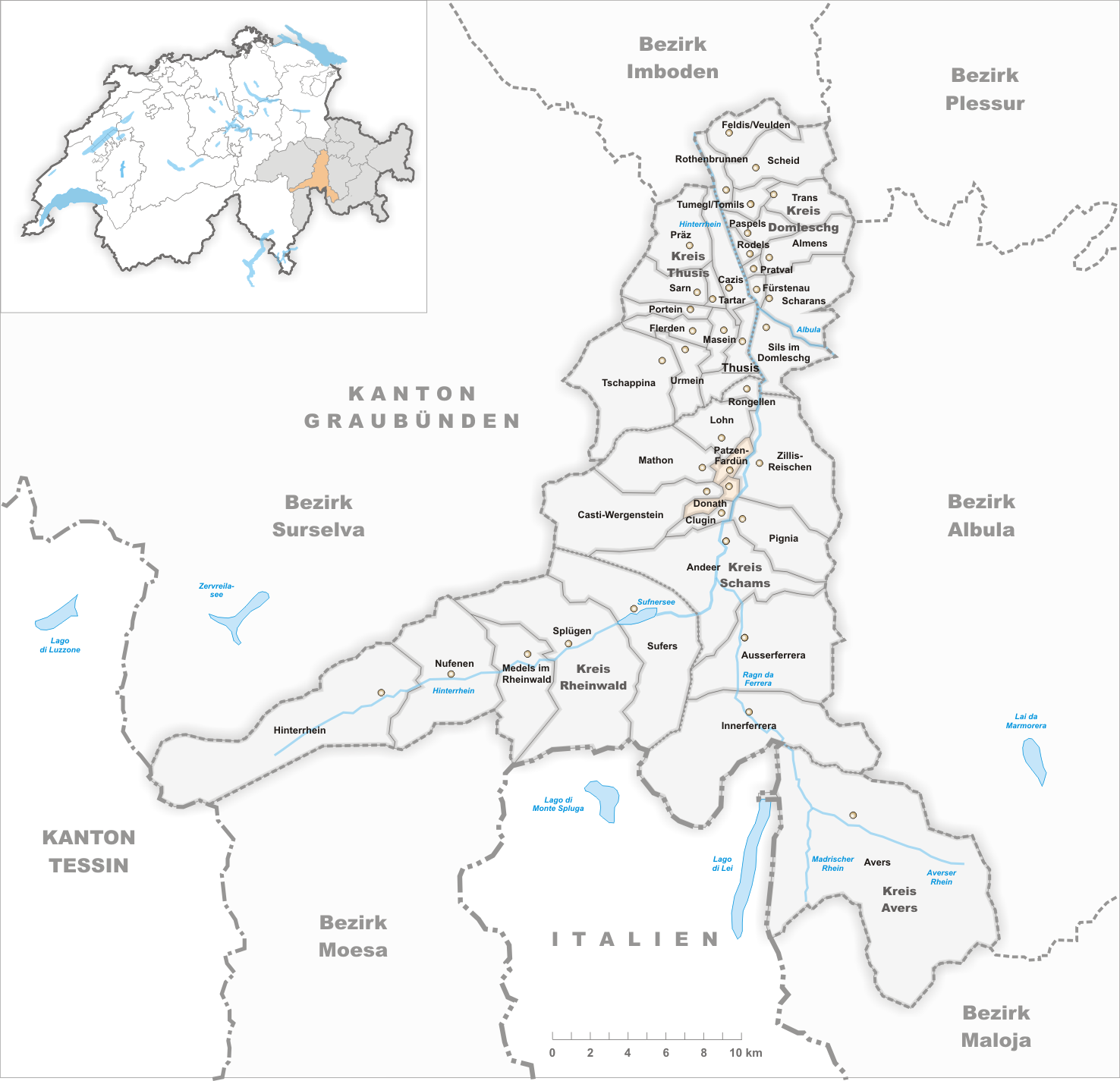
I comuni fino al 2002
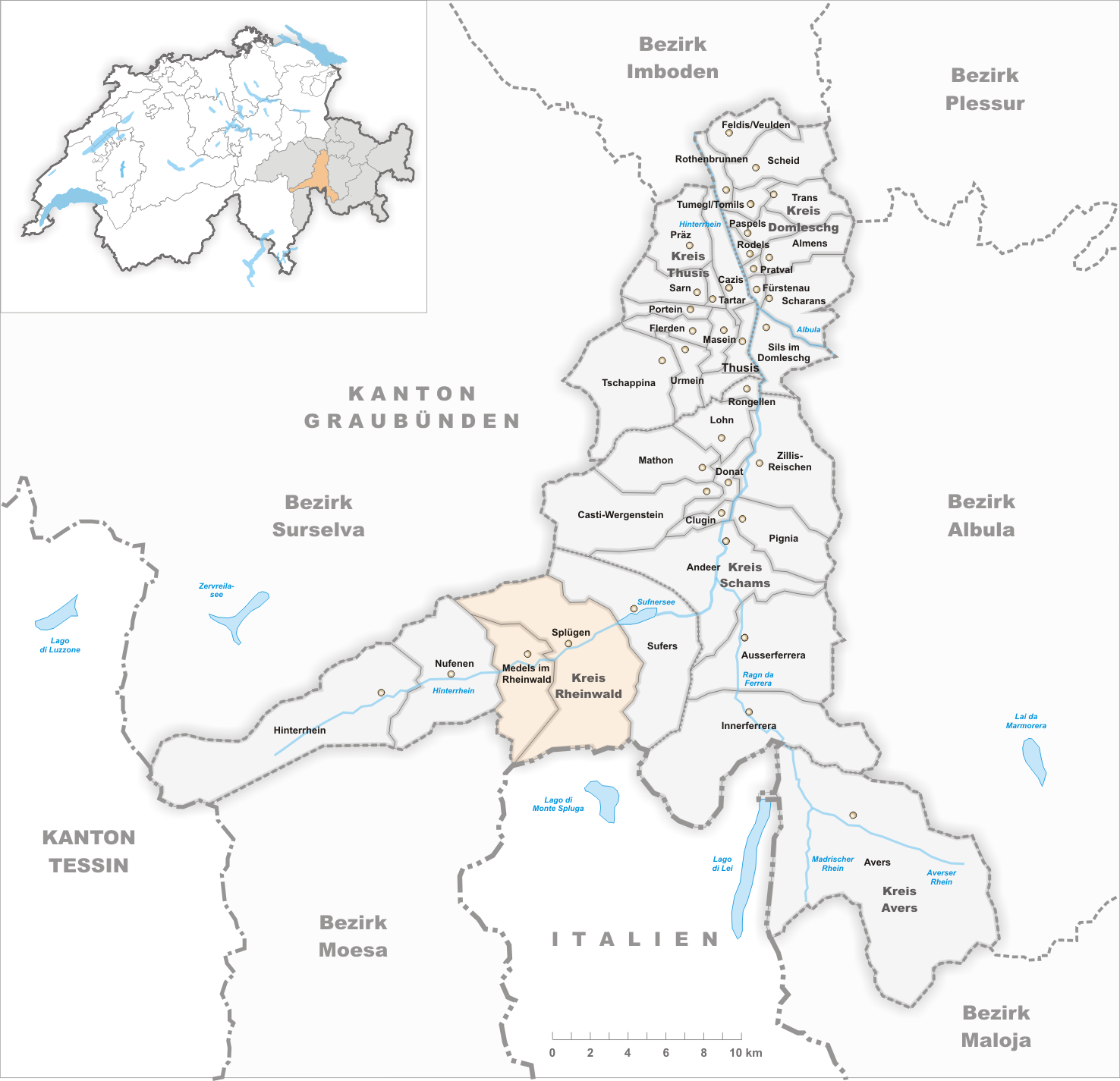
I comuni fino al 2005
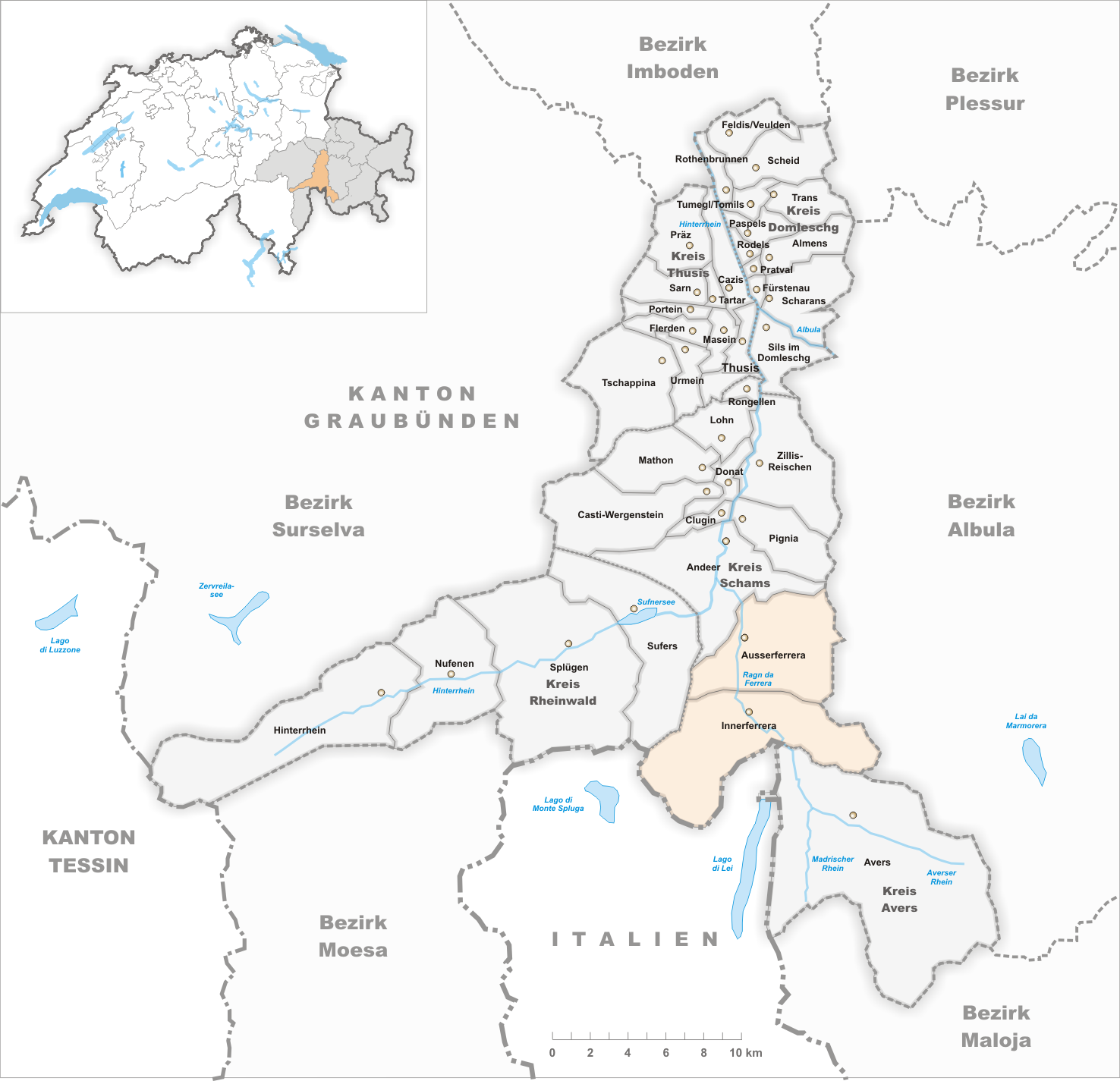
I comuni fino al 2007
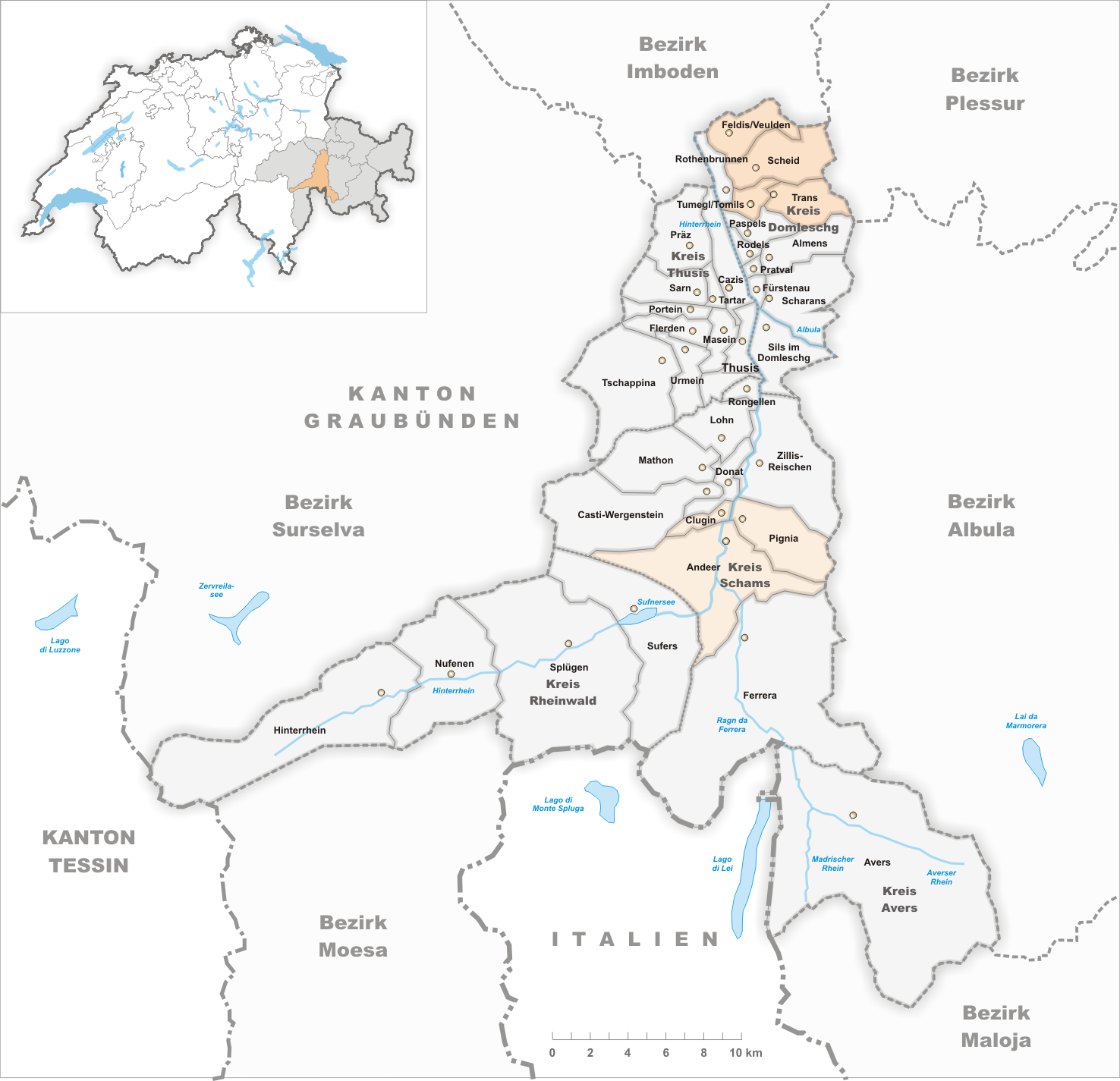
I comuni fino al 2008
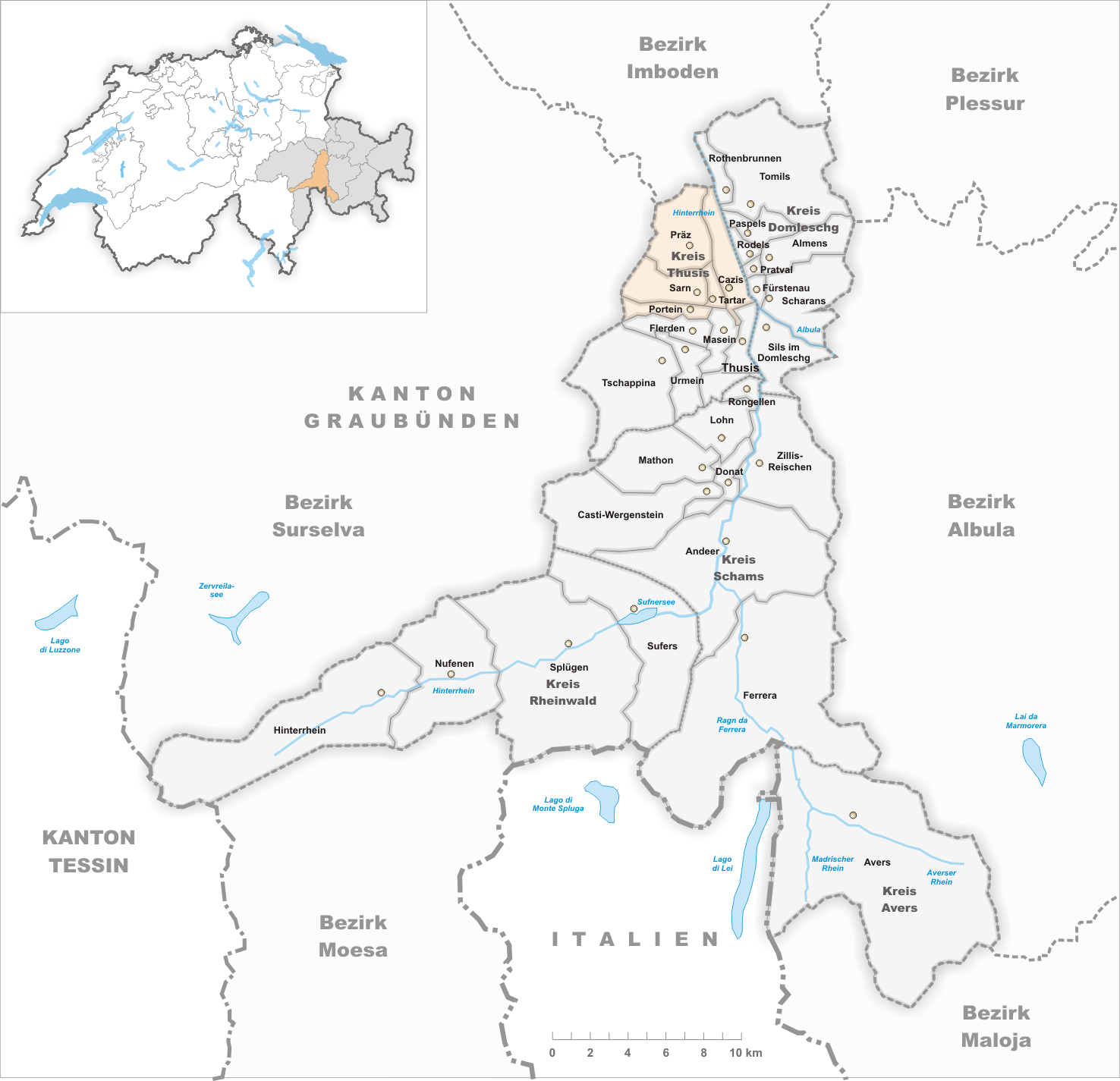
I comuni fino al 2009
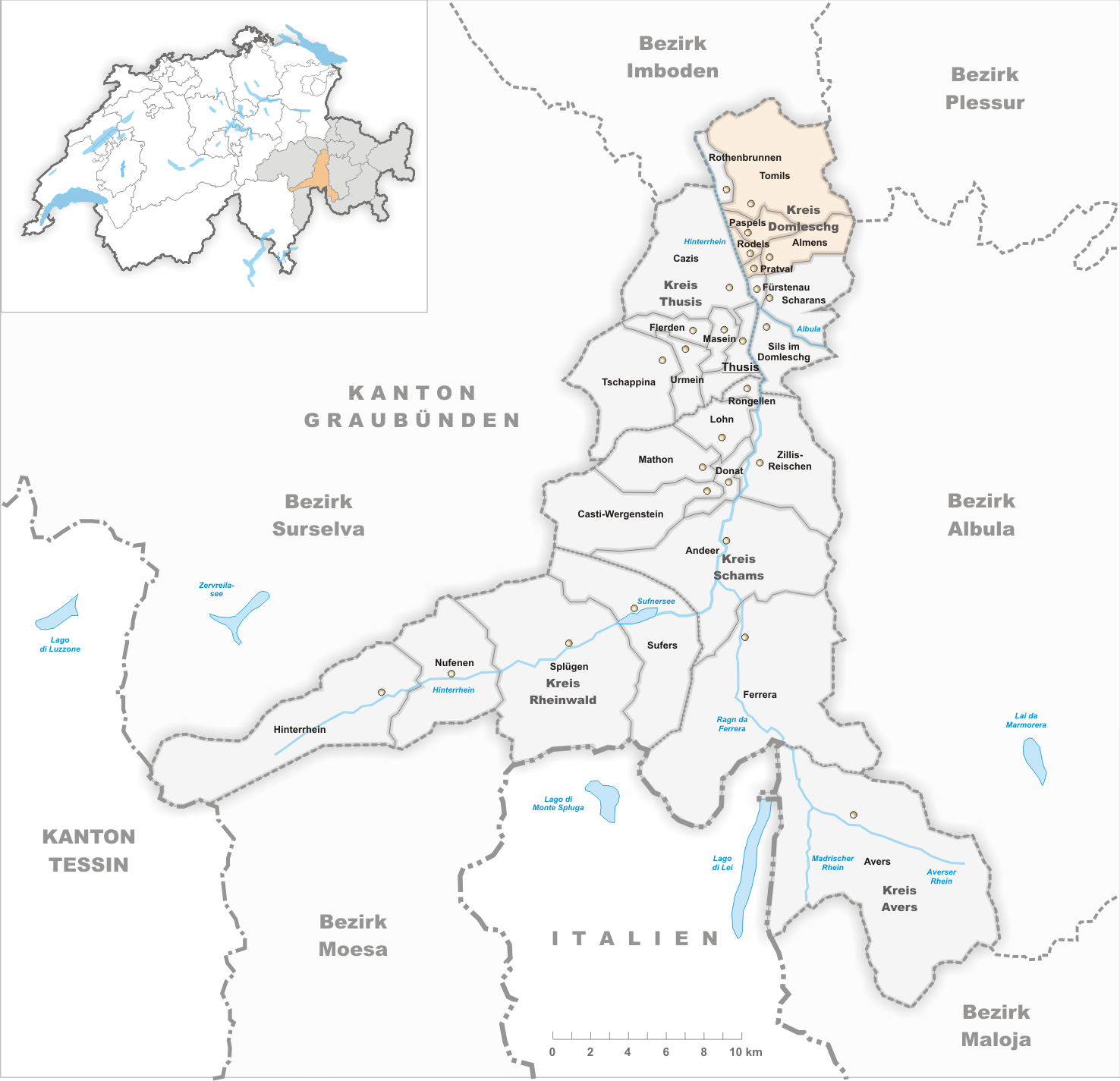
I comuni fino al 2014

- 1875: aggregazione dei comuni di Reischen e Zillis nel nuovo comune di Zillis-Reischen
- 1923: aggregazione dei comuni di Casti e Wergenstein nel nuovo comune di Casti-Wergenstein
- 1953: il comune di Pignieu cambia nome in Pignia
- 2001: i comuni del vecchio distretto di Heinzenberg (a eccezione di Safien e Tenna) passano al distretto di Hinterrhein
- 2003: il comune di Patzen-Fardün viene aggregato a Donat
- 2006: il comune di Medels im Rheinwald viene aggregato a Splügen
- 2008: aggregazione dei comuni di Ausserferrera e Innerferrera nel nuovo comune di Ferrera
- 2009: aggregazione dei comuni di Feldis/Veulden, Scheid, Trans e Tumegl/Tomils nel nuovo comune di Tomils
- 2009: i comuni di Clugin e Pignia vengono aggregati ad Andeer
- 2010: i comuni di Portein, Präz, Sarn e Tartar vengono aggregati a Cazis
- 2015: aggregazione dei comuni di Almens, Paspels, Pratval, Rodels e Tomils nel nuovo comune di Domleschg